# Ueekenkcoracias
Ueekenkcoracias is een geslacht van uitgestorven scharrelaarvogels, dat leefde tijdens het Vroeg-Eoceen in Zuid-Amerika. De typesoort is Ueekenkcoracias tambussiae. Ueekenkcoracas bezat een robuust dijbeen en stevige tibiotarsus, met een sterk geprojecteerde facies articularis medialis.

## Beschrijving
Het holotype-exemplaar van Ueekenkcoracias bestaat uit een onvolledig rechterbeen, bewaard als onderdeel en tegenhanger. Zoals bij alle Coraciiformes, is de tibiotarsus van het holotype kort en dik, verhoudingsgewijs langer dan bij Eocoracias. De crista cnemialis cranialis is driehoekig en klein, maar meer ontwikkeld dan die van Eocoracias en Paracoracias. Het is echter niet zo beperkt als bij scharrelaars, ijsvogels en bijeneters. De diafyse van de tibiotarsus is relatief stevig en lateraal gebogen. De pons supratendineus heeft een dwarse opstelling, zoals bij Geranopteridae en motmots, en bevindt zich mediaal op de as zoals bij scharrelaars en grondscharrelaars. De distale epifyse verwijdt zich distaal, zoals bij scharrelaars, grondscharrelaars en todies, maar niet zoveel als bij Leptosomidae. De condylus medialis is sterk caudaal geprojecteerd, zoals bij ijsvogels en in tegenstelling tot motmots.
De tarsometatarsus van Ueekenkcoracias is kort en breed en lijkt op die van Primobucconidae, Parvicuculus, Eocoracidae, ijsvogels en bijeneters, meet minder dan de helft van de lengte van de tibiotarsus, maar verschilt van de meer langwerpige tarsometatarsus van geranopteriden. Het is ook tegengesteld aan de toestand van grondscharrelaars, todies en motmots, die allemaal enorm langwerpige en slanke tarsometatarsi hebben.

## Fossiele vondsten
Ueekenkcoracias is beschreven aan de hand van een gedeeltelijke rechterachterpoot. Dit fossiel is gevonden op de Laguna del Hunco-locatie in de Huitrera-formatie in de provincie Chubut in Argentinië en is ongeveer 52,2 miljoen jaar oud. De Huitrera-formatie werd afgezet in een gebied met tropisch regenwoud. Het eerste deel van de geslachtsnaam, 'ueekenk', betekent 'buitenstander' in de inheemse taal Tehuelche en verwijst naar het feit dat het enige bekende scharrelaar uit Zuid-Amerika is. De soortnaam eert Claudia Tambussi, een wetenschapper die veel heeft bijgedragen aan de kennis over de fossiele vogels van Zuid-Amerika.

## Verwantschap
Ueekenkcoracias behoort tot de Coracii en het is verwant aan de clade scharrelaars + grondscharrelaars. Het is het zustertaxon van Primobucco uit Noord-Amerika en Septencoracias uit Europa. Deze geslachten laten zien dat de scharrelaarachtigen in het Paleogeen een wijde verspreiding hadden, terwijl de groep tegenwoordig beperkt is tot de Oude Wereld. 